# دعم السلوك الإيجابي
دعم السلوك الإيجابي هو نظام إدارة للسلوك يُستخدم لفهم ما يحافظ على سلوك الفرد الهجومي. من الصعب تغيير سلوكيات الناس غير اللائقة لأنها وظيفية، فهي تخدم غرضاً بالنسبة لهم. تُدعم هذه السلوكيات من خلال وجود تعزيزات في البيئة. في حالة الطلاب والأطفال، غالباً ما يعزز البالغون في بيئة الطفل سلوكياته غير المرغوب فيها لأن الطفل سيتلقى أشياء أو اهتماماً بسبب سلوكه. تقييمات السلوك الوظيفي تصف بوضوح السلوكيات، وتعرف الحالات (الأحداث، والأوقات، والموقف) التي تتوقع متى سيحدث السلوك ومتى لن يحدث، وتحديد العواقب التي تحافظ على السلوك. كما يقومون بتلخيص وإنشاء فرضية حول السلوك ومراقبة السلوك مباشرةً وأخذ البيانات للحصول على خط أساس. وتنطوي عملية دعم السلوك الإيجابي على تحديد الهدف، جمع المعلومات، تطوير الفرضيات وتصميم خطة الدعم والتنفيذ والمراقبة.
لكي تعمل التقنيات في تقليل السلوك غير المرغوب فيه، يجب أن تتضمن: الجدوى، والرغبة، والفعالية. هناك حاجة إلى استراتيجيات تمكن المعلمين وأولياء الأمور من استخدامها وترغب في استخدامها تؤثر في قدرة الطفل على المشاركة في الأنشطة المجتمعية والمدرسية. يتم التعرف بشكل متزايد على دعم السلوك الإيجابي كاستراتيجية تلبي هذه المعايير من خلال تغيير الحافز والتعزيز في البيئة وتعليم الطفل لتعزيز مجالات مهارات النقص، يتغير سلوك الطالب بطرق تسمح بإدراجه في بيئة التعليم العام.
كانت المجالات الثلاثة من مهارات النقص المحددة في المقال هي مهارات الاتصال، المهارات الاجتماعية، ومهارات الإدارة الذاتية. يعد علاج إعادة التوجيه كدعم سلوكي إيجابي فعالاً بشكل خاص في العلاقة بين الوالدين والطفل. عندما تكون خطط العلاج الأخرى قد فشلت، فإن إعادة التوجيه تسمح بتفاعل إيجابي بين الآباء والأمهات والأطفال. يكون دعم السلوك الإيجابي ناجحاً في البيئة المدرسية بسبب طريقة التدريس في المقام الأول (سوارتز، 1999).

## في المدارس
يُطلب من المدارس إجراء تقييم سلوكي وظيفي واستخدام دعم السلوك الإيجابي مع الطلاب الذين تم تحديدهم كعاجزين والذين يتعرضون لخطر الطرد أو تبديل المدرسة أو الحرمان المؤقت لأكثر من 10 أيام. على الرغم من أن التقييم السلوكي الوظيفي مطلوب في ظل ظروف محدودة، من الممارسات المهنية الجيدة استخدام نهج لحل المشكلات لإدارة سلوكيات المشكلات في بيئة المدرسة (كرون وهورنر 2003).
إن استخدام دعم التدخل السلوكي الإيجابي في المدارس واسع الانتشار (سوجاي وهورنر، 2002) جزئياً لأنه مهارة مهنية في برامج التعليم الخاص المبكر (على عكس الاستشارة الروجرية). يقدم البرنامج مستوى التدخل الابتدائي والثانوي والثالث.  يتضمن المبدأ الأساسي نهج دعم تدخل السلوك الإيجابي لتحديد الطلاب في واحدة من ثلاث فئات بناءً على مخاطر المشكلات السلوكية. بمجرد التعرف عليه، يتلقى الطلاب الخدمات في واحدة من ثلاث فئات: الابتدائية أو الثانوية أو الثالثة. لمساعدة الممارسين الذين لديهم اختلافات في التدخلات المستخدمة في كل مستوى من المستويات، يشير الأدب المهني إلى نموذج (مستويات) ثلاثي (ستيوارت، مارتيلا، مارشاند مارتيلا، وبنر، 2005؛ سوجاي، سبراغ، هورنر ووالكر، 2000؛ توبين وسوجاي، 2005؛ ووالكر وآخرون، 1996) تم تطوير التدخلات بشكل خاص لكل من هذه المستويات بهدف الحد من مخاطر الفشل الأكاديمي أو الاجتماعي. قد تكون هذه التدخلات تدخلات سلوكية أو أكاديمية تتضمن أشكالاً مثبتة علمياً للتعليم مثل التعليم المباشر. تصبح التدخلات أكثر تركيزاً وتعقيداً حيث يدرس المرء الاستراتيجيات المستخدمة في كل مستوى.
تركز استراتيجيات الوقاية الأولية على التدخلات المستخدمة على مستوى المدرسة لجميع الطلاب (سوغي وهورنر، 2002).  لم يتم اعتماد استخدام دعم السلوكي الإيجابي لمجموعة أخرى غير فئة سكانية معينة من قبل المهن أو الجمهور بشكل عام. ويعتبر هذا المستوى من الوقاية «أساسياً» لأن جميع الطلاب يتعرضون بالطريقة نفسها، وعلى نفس المستوى، إلى التدخل. يعتبر مستوى الوقاية الأساسي الأكبر من حيث العدد. يستجيب حوالي 80-85٪ من الطلاب غير المعرضين لخطر مشاكل السلوك بطريقة إيجابية لمستوى الوقاية هذا. تشمل استراتيجيات الوقاية الأولية، لكن لا تقتصر على استخدام ممارسات ومناهج التدريس الفعالة، وتعليم السلوك بشكل صريح مقبول داخل البيئة المدرسية، مع التركيز على الترتيبات والأنظمة البيئية داخل المدرسة، والاستخدام المتسق لإجراءات التصحيح المسبق، وذلك باستخدام الإشراف النشط للمناطق المشتركة، وخلق نظم التعزيز التي تستخدم على نطاق أساس المدرسة (لويس، سوجاي، وكولفين،1998، مارتيلا ونيلسون، 2003؛ نيلسون، كرابتري، مارشان مارتيلا ومارتيلا، 1998؛ نيلسون، مارتيلا، ومارشاند مارتيلا، 2002).
تشتمل استراتيجيات الوقاية الثانوية على الطلاب (أي 10-15٪ من طلاب المدارس) الذين لا يستجيبون لاستراتيجيات الوقاية الأولية ويتعرضون لخطر الفشل الأكاديمي أو مشاكل السلوك ولكنهم ليسوا بحاجة إلى الدعم الفردي (نيلسون وآخرون، 2002). غالباً ما يتم تقديم التدخلات في مجموعات ثانوية في مجموعات صغيرة لزيادة الوقت والجهد ويجب تطويرها لتتناسب مع الاحتياجات الفريدة للطلاب داخل المجموعة. أمثلة على هذه التدخلات تشمل الدعم الاجتماعي مثل التدريب على المهارات الاجتماعية (على سبيل المثال، تعليم صريح في مجالات نقص المهارات، ونوادي الصداقة، والدخول والخروج، ولعب الأدوار) أو الدعم الأكاديمي (أي، استخدام برامج التدخل التي تم التحقق من صحتها والدروس الخصوصية). بالإضافة إلى ذلك، يمكن أن تتضمن البرامج الثانوية مناهج الدعم السلوكي (على سبيل المثال، التقييمات السلوكية الوظيفية البسيطة والتصحيح المسبق والتدريب على الإدارة الذاتية). حتى مع زيادة الدعم في تدخلات المستوى الثانوي، سيحتاج بعض الطلاب (1–7٪) إلى مساعدة إضافية على المستوى الثالث (والكر وآخرون، 1996).
تركز برامج الوقاية من الدرجة الثالثة على الطلاب الذين يعرضون أنماطاً ثابتة من المشكلات التأديبية (نيلسون، بيننر، ريد، ابستاين، وكوران، 2002). تسمى برامج المستوى الثالث أيضاً بالتدخلات المكثفة أو الفردية وهي أكثر شمولاً وتعقيداً.  تعتمد التدخلات في هذا المستوى على القوة حيث أن تعقيد خطط التدخل وشدتها يعكسان بشكل مباشر التعقيد وشدة السلوكيات. يواصل الطلاب في المستوى الثالث مشاركتهم في برامج التدخل الابتدائية والثانوية ويحصلون على دعم إضافي أيضاً. ويمكن أن يشمل هذه الدعم استخدام كامل للتقييمات السلوكية الوظيفية ورفع حدة التدريب للطلاب، وزيادة استخدام الدعم الطبيعي (على سبيل المثال، أفراد الأسرة، أصدقاء الطالب)، ووضع خطة للتدخل السلوكي.
على الرغم من أهمية الخدمات الشاملة لجميع الطلاب، إلا أن الجانب الحاسم في النموذج ثلاثي المستويات هو تحديد الطلاب في أحد المستويات الثلاثة. تتمثل إحدى طرق تحديد الطلاب المحتاجين إلى التدخلات في تحليل الإحالات التأديبية المكتبية المتخذة في المدرسة (ايرفين وآخرون، 2006).  قد تكون الإحالات التأديبية المكتبية وسيلة لتحديد مستوى مخاطر الطلاب للسلوك المعادي للمجتمع وفشل المدرسة (والكر وآخرون، 1996). لقد دافع الباحثون عن تحليل مصدر البيانات الذي يحدث بشكل طبيعي باعتباره جهاز قياس رخيص وفعال ومستمر لبرامج دعم السلوك الإيجابي (ايرفين وآخرون، 2006؛ بوتنام، لويسيلي، هاندلير، وجيفرسون؛ سبراغو وآخرون، 2001؛ سوجاي وآخرون، 2000؛ تيدويل، فلانيري، ولويس بالمر، 2003؛ ووكر، تشيني، ستيدج، وبلوم، 2005).
كما تبين أن مكاتب الإحالات التأديبية كانت فعالة في تحديد مكان الطلاب في نموذج من ثلاثة مستويات (سوجاي وآخرون 2000)، تحديث التطوير المهني وكذلك المساعدة في تنسيق الجهود المدرسية مع وكالات المجتمع الأخرى (توبين وسوجاي، وكولفين، 2000)، تتوقع فشل المدرسة في الصفوف الأكبر سناً وكذلك الجنوح (سبراغ وآخرون، 2001)، يشير إلى أنواع السلوك التي تؤدي إلى الإحالات (بوتمان وآخرون، 2003)، وتحديد فعالية تقنيات التصحيح المسبق (أوزوالد، سفران، ويوهانسون، 2005). يمكن لتحليل بيانات إحالة الانضباط أن تساعد أيضاً العاملين في المدرسة على تحديد مكان تحسين الترتيبات البيئية داخل المدرسة والتعرف على كيفية زيادة الإشراف النشط في المناطق المشتركة (نيلسون، مارتيلا، وجلاند، 1998؛ نيلسون وآخرون، 2002). يتمثل أحد قيود استخدام مكتب الإحالات التأديبية فقط لقياس مشاكل السلوك في أنه قد ثبت أنها غير فعالة في قياس المشكلات السلوكية الداخلية مثل القلق والاكتئاب والانسحاب. 

## تقييم السلوك الوظيفي
نشأ تقييم السلوك الوظيفي من تحليل السلوك التطبيقي. هذه هي الخطوة الأولى في خطة دعم السلوك الإيجابي للفرد ولحجر الأساس. يسعى التقييم إلى وصف السلوك والعوامل البيئية وتحديد الأحداث التي تتنبأ بالسلوك من أجل توجيه تطوير خطط الدعم الفعالة. يضع التقييم الأساس لبرنامج دعم السلوك الإيجابي. يشمل التقييم:
- وصف لسلوك المشكلة والإعداد العام لحدوثها
- تحديد الأحداث والأوقات والمواقف التي تتنبأ بسلوك المشكلة
- تحديد العواقب التي تحافظ على السلوك
- تحديد الوظيفة المحفزة للسلوك
- جمع بيانات الرصد المباشر
- تحديد السلوك البديل الذي يمكن أن يحل محل سلوك مشكلة الطفل (أي ما يفعله الطفل المعتاد). غالباً ما يتم قياس ذلك من خلال الملاحظة المباشرة أو أدوات تقييم السلوك الموحدة.

في بعض الحالات، يتم إجراء تحليل إضافي لسلوك المشكلة المحدد في تقييم السلوك الوظيفي من خلال إجراء تحليل لسلسلة السلوك - حيث يتم التركيز على تسلسل السلوك الذي يؤدي إلى سلوك المشكلة.
تساعد نتائج التقييم في تطوير خطة دعم السلوك الفردي. وهذا يحدد الإجراءات الخاصة بتعليم البدائل لمشاكل السلوك، وأعاده تصميم البيئة لجعل سلوك المشكلة غير ذي صلة وغير ناجح وغير فعال.
تزداد شعبية وسيلة أخرى لتقييم السلوك الوظيفي - يطلق عليها اسم تحليل سلسلة السلوك. في تحليل سلسلة السلوك، ينظر المرء إلى التغييرات التدريجية للسلوك لأنها تؤدي إلى سلوك المشكلة ثم يحاول تعطيل هذا التسلسل. في حين أن تقييم السلوك الوظيفي يهتم في الغالب بالعلاقات بين السلوك والسوابق والنتائج، إن تحليل سلسلة السلوك ينظر إلى تطور السلوك، مثل أول ما قد يتلاعب به الطفل، ثم قد يبدأ في مضايقة الآخرين، ثم قد يبدأ في إلقاء الأشياء، ثم أخيراً ضرب طالباً آخر.

## الاستراتيجيات السلوكية المتاحة
هناك العديد من الاستراتيجيات السلوكية المختلفة التي يمكن لـ دعم السلوك الإيجابي استخدامها لتشجيع الأفراد على تغيير سلوكهم. يتم تقديم بعض هذه الاستراتيجيات من خلال عملية التشاور للمعلمين. الجزء القوي في تقييم السلوك الوظيفي هو أنه يسمح للتدخلات بالتعامل مباشرة مع وظيفة (الغرض) لسلوك المشكلة. على سبيل المثال، يمكن للطفل الذي يتصرف للحصول على الاهتمام أن يحظى باهتمام السلوك البديل (إدارة الطوارئ) أو يمكن للمعلم بذل جهد لزيادة مقدار الاهتمام طوال اليوم (الإشباع). غالباً ما يتم تفضيل التغييرات في إعداد الأحداث أو الأحداث السابقة من قِبل دعم السلوك الإيجابي نظراً لأن إدارة الطوارئ غالباً ما تتطلب بذل المزيد من الجهد. هناك تكتيك آخر وخاصة عند التعامل مع السلوك التخريبي وهو استخدام المعلومات من تحليل سلسلة السلوك لتعطيل المشكلة السلوكية في وقت مبكر من التسلسل لمنع الانقطاع. بعض الطرق الأكثر استخداماً هي:
- تعديل البيئة أو الروتين
- توفير بديل لسلوك غير مرغوب فيه (وليس المكافأة؛ وينبغي أن يكون بديلا يكون متاحاً للشخص. الفكر وراء هذا هو أن الشخص لربما، مع مرور الوقت، تعلم المزيد من البحث بشكل مستقل عن الخيارات المناسبة بدلاً من السلوك غير المرغوب فيه

- تجاهل تكتيكي للسلوك (وتسمى أيضاً الخمود)
- تشتيت الطفل
- التعزيز الإيجابي للسلوك المناسب
- تغيير التوقعات والمطالب المفروضة على الطفل
- تعليم الطفل مهارات وسلوكيات جديدة
- خمود متدرج وعلاجات سلوكية معرفية مثل سلب الحساسية
- توفير فواصل تستند إلى الحواس لتعزيز المستوى الأمثل من الإثارة والتهدئة لزيادة استخدام السلوك البديل
- تغيير كيفية تفاعل الناس حول الطفل
- العزل
- المداواة